# Лесное хозяйство
Лесное хозяйство — отрасль материального производства, в функции которой входит изучение и учёт лесов, их воспроизводство, охрана от пожаров, вредителей и болезней, регулирование лесопользования, контроль за использованием лесных ресурсов. 

## Классификация форм лесного хозяйства

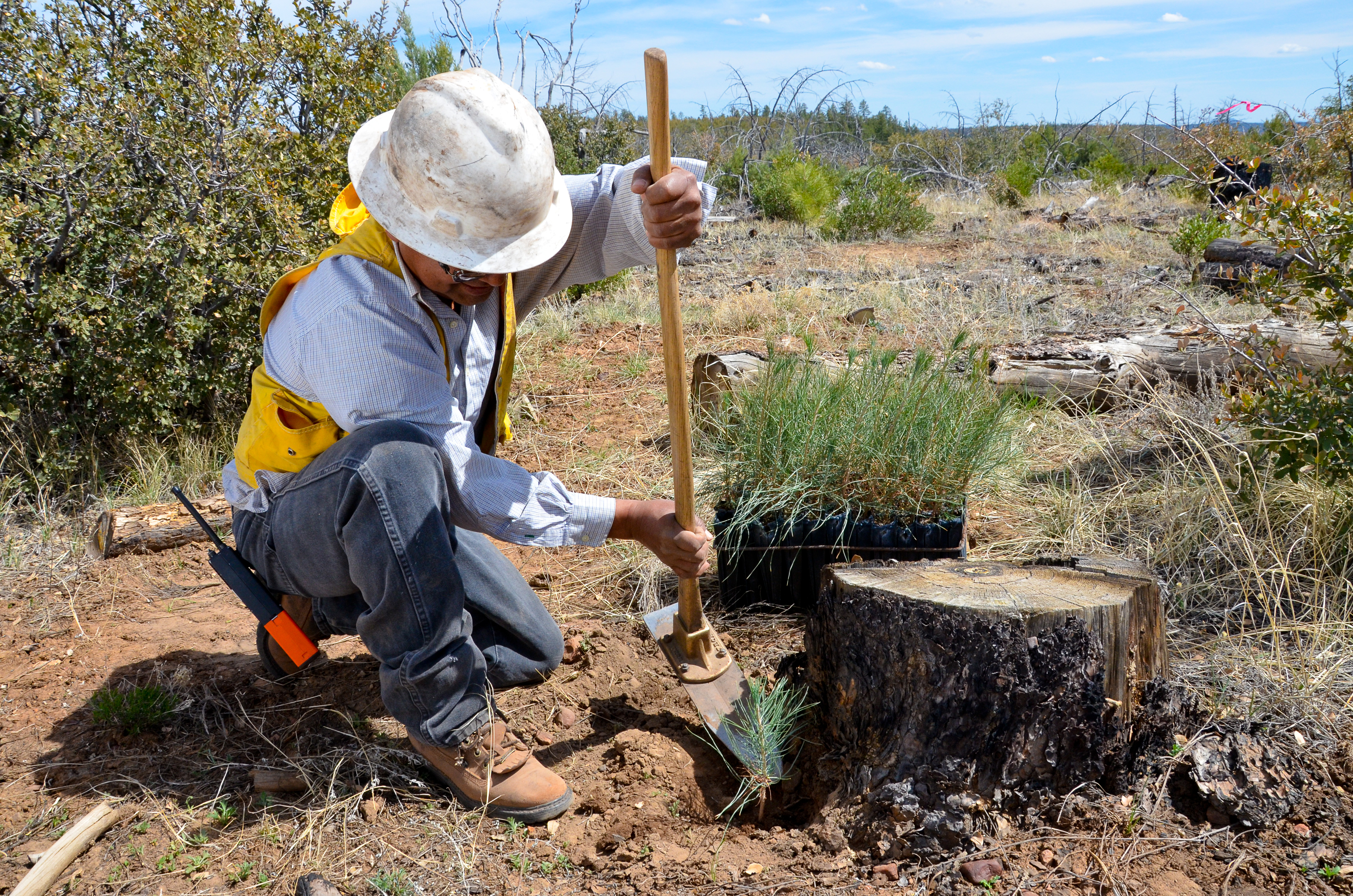
Посадка сосны жёлтой в Аризоне, США

Классификации форм лесного хозяйства составляются по экономическим, естественноисторическим и техническим признакам.
Лесное хозяйство делят на непрерывное и периодическое (при котором вся площадь, занятая лесом, вырубается раз в несколько лет, когда лес достигает спелого состояния).
Кроме того, хозяйство делят на высокоствольное, низкоствольное и среднее. Высокоствольным называют лесное хозяйство, включающее в себя насаждения, выросшие из семян, в котором каждое дерево используется один раз и на месте вырубки вырастает семенным путём следующее поколение деревьев. В низкоствольном хозяйстве каждое дерево, способное давать поросль, многократно участвует в образовании последующих насаждений, выращиваемых на этой же площади. Если насаждения состоят как из семенных, так и из порослевых деревьев, чётко обособленных по размеру и возрасту, то такое лесное хозяйство называют средним.

## Лесопользование
Сегодня существует много исследований посвящённых управлению лесными экосистемами и генетическому улучшению разновидностей деревьев. Лесопользование также включает в себя развитие и улучшение методов высадки, защиты, прореживания, контроля за пожарами, рубки, извлечения и переработки древесины. Одним из направлений современного лесопользования является лесовосстановление, во время которого осуществляется высадка и уход за деревьями на определённом участке.

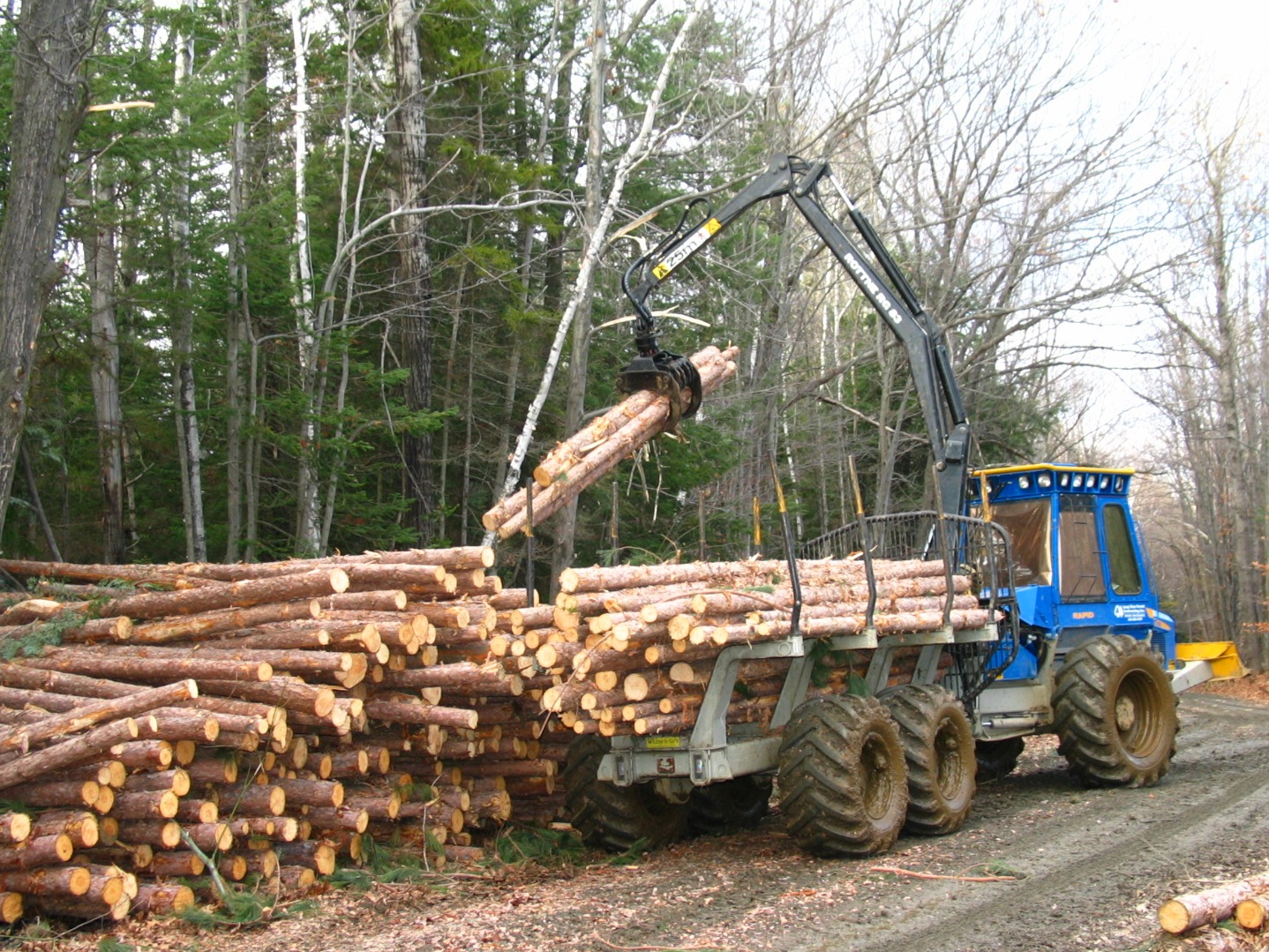
Форвардер в работе

Во многих регионах лесопользование имеет большое экологическое, экономическое и социальное значение. Система независимой оценки появилась в ответ на критику тогдашнего лесопользования, приводившей часто к обезлесиванию. В лесных районах, должным образом функционирующее лесопользование важно для предотвращения или минимизации эрозии почв и оползней. В районах с повышенной вероятностью схода оползней, леса могут стабилизировать почвы и предотвратить имущественные и человеческие потери.